# Mikołaj Polanowski
Mikołaj Polanowski herbu Pobóg – łowczy bełski w latach 1754–1761, chorąży chorągwi pancernej starosty taborowskiego Łubkowskiego w Pułku Najjaśniejszego Króla w 1760 roku.